# Alte Reithalle (Elmshorn)

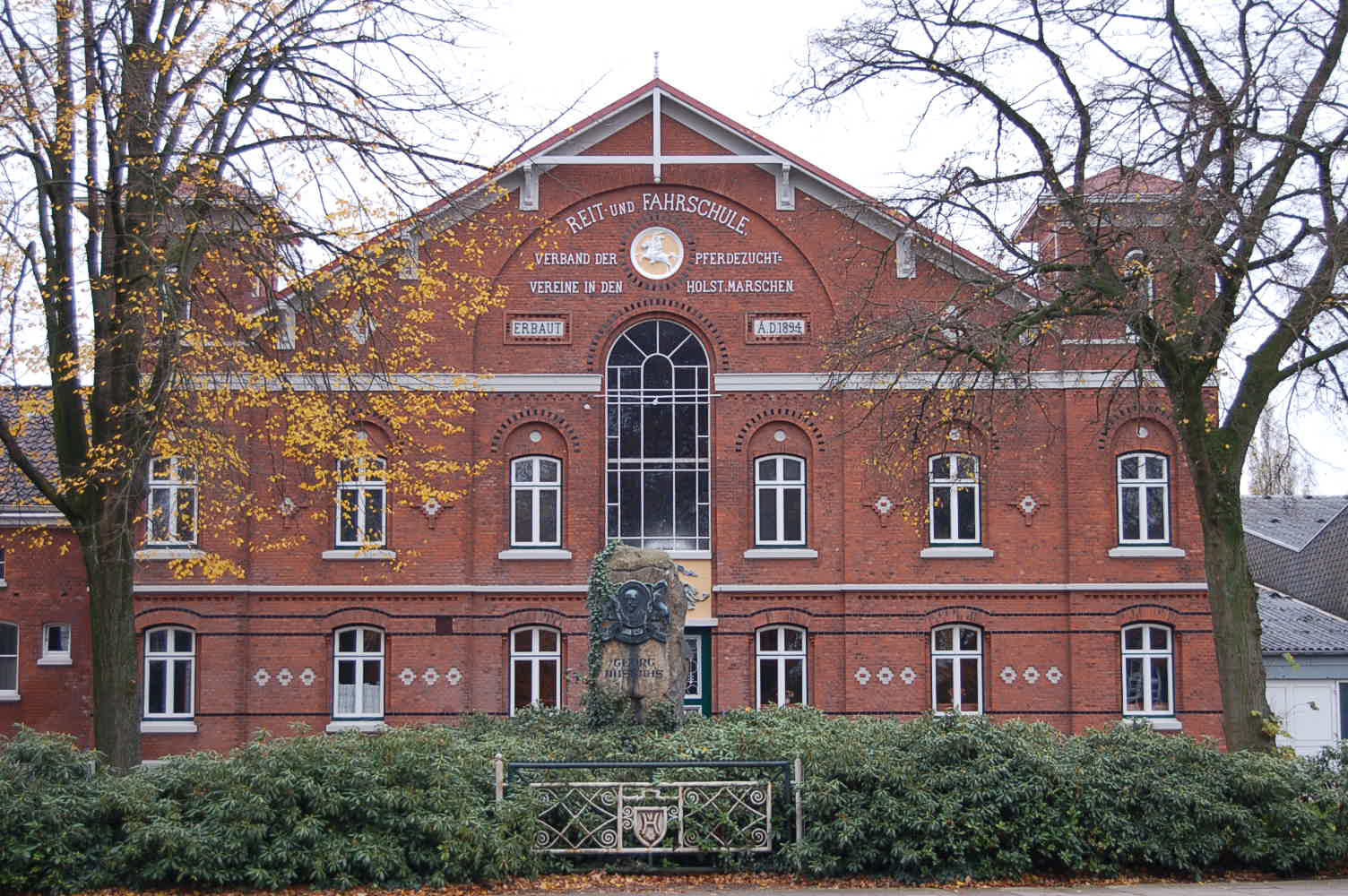
Holsteiner Reit- und Fahrschule, Elmshorn

Die Alte Reithalle in Elmshorn ist eine Reithalle und ein Veranstaltungsort für kulturelle Ereignisse.

## Geschichte
Das Backsteingebäude wurde 1894 errichtet. Es gehört zur Reit- und Fahrschule des Holsteiner Verbandes in der Westerstraße in Elmshorn. Der denkmalgeschützte Bau ist 40 Meter lang und 20 Meter breit. Er wird seit 1991 jährlich für das Schleswig-Holsteinische Musikfestival genutzt. Zu diesem Zweck wird jeweils ein Holzfußboden in der Halle verlegt, in der bis zu 1000 Besucher Platz finden und deren gute Akustik geschätzt wird.
Die Reit- und Fahrschule, zu der die Halle heute noch gehört, wurde 1894 durch den Verband der Pferdezuchtvereine in den Holsteiner Marschen eGmbH gegründet und war weltweit die erste Einrichtung ihrer Art. Die Zucht des Holsteiner Pferdes in der heutigen Form begann gegen Ende des 19. Jahrhunderts bzw. mit der Aufgabe der schweren Kavallerie. Zu dieser Zeit waren vor allem Zugpferde erwünscht, die aufgrund ihrer Gangart auch auf schlecht ausgebauten Straßen keine Probleme hatten. 1891 schlossen sich bereits existierende Pferdezuchtvereine unter Georg Ahsbahs zum „Verband der Pferdezuchtvereine in den Holsteiner Marschen“ zusammen und 1896 wurde der „Verband des Schleswig-Holsteiner Geestlandes“ gegründet. Diese beiden Verbände taten sich 1935 zusammen und nannten sich nun „Verband der Züchter des Holsteiner Pferdes“.